# Oligia transfrons
Oligia transfrons là một loài bướm đêm trong họ Noctuidae.